# Рубанівський ставок
Рубані́вський ставок — ботанічна пам'ятка природи місцевого значення в Україні. Розташована на території Казанківського району Миколаївської області, у межах Казанківської селищної ради.
Площа — 15 га. Статус надано згідно з рішенням Миколаївської обласної ради № 7 від 28.04.1995 року задля охорони зональних угруповань формацій.
Пам'ятка природи розташована на північний схід від села Лазарівка.
Територія заповідного об'єкта слугує для збереження та охорони місцезнаходження та характеру природних комплексів.